# ANIMA Holding
ANIMA Holding S.p.A. è un'azienda del settore del risparmio gestito che amministra un patrimonio complessivo (AuM) di circa 190 miliardi di euro.
Essa controlla le società di gestione del risparmio ANIMA Sgr, Anima Alternative Sgr e Castello SGR e articola la propria offerta in fondi comuni di diritto italiano e Sicav di diritto estero, opera anche nel settore della previdenza complementare per aziende e privati e in quello delle gestioni patrimoniali e istituzionali. 
È quotata nell'indice FTSE Italia Mid Cap della Borsa di Milano.

## Storia
La società viene fondata nel 1983 come ANIMA Sgr S.p.A. per iniziativa di un gruppo di imprenditori-gestori, fra cui Alberto Foà.
Nel 1999 la società viene acquisita dal Banco di Desio e della Brianza.
Ad ottobre 2005 ANIMA Sgr si quota in Borsa a 3,30 Euro per azione.
Nel 2007 Banca Popolare di Milano entra nel capitale della società e nel 2008 lancia un'OPA totalitaria sulle azioni di ANIMA Sgr ad un prezzo di 1,45 euro per azione; in seguito all'acquisto del 100% delle azioni, il 3 marzo 2009 la società viene delistata dalla Borsa di Milano.
Il 28 settembre 2009 Anima Sgr S.p.A. viene fusa per incorporazione in Bipiemme Gestioni Sgr S.P.A., società di gestione del risparmio della Banca Popolare di Milano: la nuova società nata dalla fusione mantiene la denominazione Anima Sgr S.p.A..
Ad aprile 2010 ANIMA Sgr acquista da Banca Etruria, Etruria Fund Management Company S.A., società lussemburghese dedicata all'istituzione e alla gestione di fondi comuni d'investimento.
Il 20 luglio 2010, Banca Popolare di Milano S.c.a.r.l. ha comunicato di aver stipulato un accordo di alleanza con Banca Monte dei Paschi di Siena S.p.A. e Clessidra Sgr S.p.A. per aggregare Anima Sgr e Prima Sgr S.p.A. e costituire un nuovo operatore indipendente nel risparmio gestito.
A fine dicembre 2011, dalla fusione di Prima sgr e Anima sgr, nasce la nuova ANIMA Sgr che passa sotto il controllo di AM Holding (Asset Management Holding, oggi ANIMA Holding).
Il 15 aprile 2015 Poste Italiane annuncia l'acquisto della quota di Anima Holding detenuta da Banca Monte dei Paschi di Siena.
A fine 2017 Poste Italiane e ANIMA annunciano un accordo vincolante per rafforzare la partnership nel risparmio gestito e la scissione parziale delle attività di gestione in delega di attivi sottostanti a prodotti assicurativi di Ramo I del gruppo Poste (per oltre 70 miliardi di euro) in favore di ANIMA Sgr.
Il 28 dicembre 2017 ANIMA Holding perfeziona l'acquisto da Banco BPM del 100% del capitale sociale di Aletti Gestielle Sgr.
Nel febbraio 2018 ANIMA e Banco BPM annunciano un accordo relativo al trasferimento dei mandati per la gestione in delega di attivi sottostanti a prodotti assicurativi.
Dal 1º dicembre 2018 Aletti Gestielle Sgr è stata incorporata in ANIMA Sgr.
Nell'aprile 2020 Alessandro Melzi d'Eril è nominato amministratore delegato della società.
Nel luglio 2023 Anima Holding acquisisce l'80% di Castello SGR da un fondo di investimento di Oaktree Capital Management (che rimane azionista di minoranza con il 20%). Il gruppo Anima espande in questo modo la propria gamma prodotti anche nel mondo real estate, energie rinnovabili e NPL/UTP. Nel novembre 2023 acquisisce Kairos, riportandolo in mani italiane, per circa 20-25 milioni. Il closing nel 2024.
Il 6 novembre 2024 Banco BPM lancia una OPA totalitaria su Anima Holding S.p.A. attraverso la controllata Banco BPM Vita S.p.A. .

## Azionariato
L'azionariato comunicato al 18 gennaio 2025 è il seguente:
- Banco BPM: 22,38%
- Poste Italiane: 11,95%
- Fondo Strategico di Investimento: 9,77%
- Francesco Gaetano Caltagirone: 5,3%
- Azioni proprie: 2,96%
- Flottante: 47,65%